# Ron Cooper (Boxer)
Ronald Dennis „Ron“ Cooper (* 5. Februar 1928 in London; † 15. März 2023) war ein britischer Boxer.

## Werdegang
Als jüngstes von 10 Kindern kam Ron Cooper im Metropolitan Borough of Poplar in London 1928 zur Welt. Nachdem er zunächst Fußball gespielt hatte, begann er 1944 mit dem Boxsport. Bereits nach einem Jahr gewann er die Federation of Boys’ Clubs Championship im Fliegengewicht. 1946 trat er der Royal Navy bei, wo er als Heizer tätig war. 1947 erreichte er im Leichtgewicht das Halbfinale der ABA-Meisterschaften. Aufgrund einer Verletzung an einem Ohr konnte Cooper jedoch nicht zum Finale gegen den Waliser Colin Morrissey antreten. Die Verletzung hinderte Cooper auch an einer Teilnahme an den Europameisterschaften. 1948 gewann er mit einem Sieg über Peter Guichan seinen einzigen ABA-Titel. Durch seinen Sieg qualifizierte Cooper sich für die Olympischen Sommerspiele 1948 in London. Dort belegte Cooper im Leichtgewichtsturnier den neunten Platz. Kurz vor den Spielen starb sein Vater und Cooper war zu dieser Zeit als Schweißer am Millwall Dock tätig. Um seine Mutter finanziell zu unterstützen, begann er nach seiner Olympiateilnahme eine Profikarriere, in der er 16 von 24 Kämpfen gewinnen konnte, ehe er sich im Alter von nur 25 Jahren vom Boxsport zurückzog.